# Non ragioniam di lor, ma guarda e passa

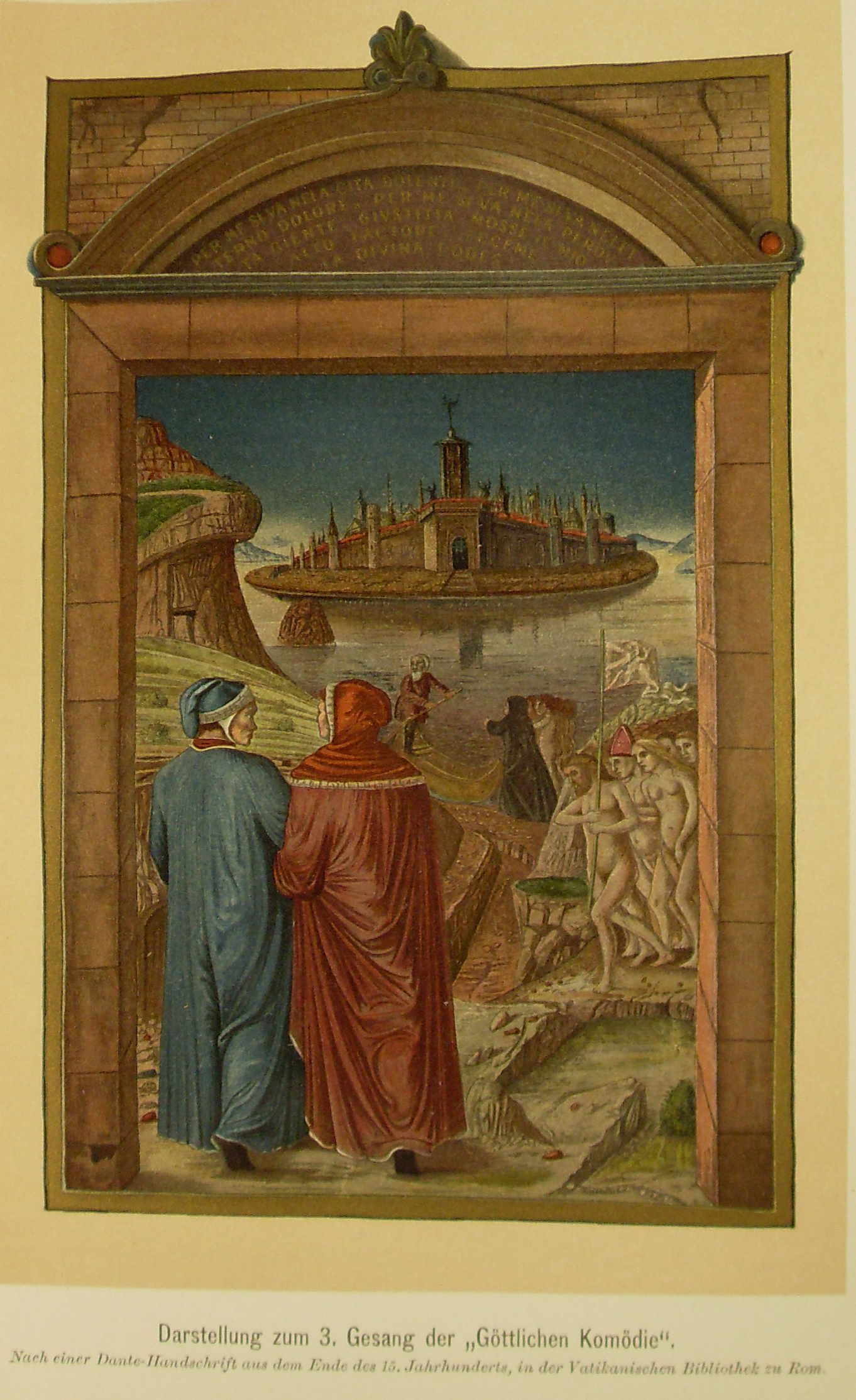
Canto III de L'Inferno

Non ragioniam di lor, ma guarda e passa è un celebre verso della Divina Commedia di Dante Alighieri, diventato un modo di dire comune, sebbene con numerose varianti, uguali nel senso, ma modificate nel testo ("non ti curar di loro", "non parliam di loro", ecc.).
Nel Canto III dell'Inferno, al verso 51 della diciassettesima terzina, Virgilio sta descrivendo le anime dei cosiddetti "ignavi" (un'attribuzione, in realtà, mai usata da Dante ma nata in seno alla critica), cioè i vili, 
"coloro che visser sanza 'nfamia e sanza lodo":
Dante ha una pessima opinione degli ignavi, perché, contrariamente a lui, che non aveva esitato ad abbracciare le idee politiche che avrebbe pagato con la condizione di esule, essi nella loro vita per viltà non si schierarono mai. Indegni, pertanto, perfino di figurare in un girone infernale, gli ignavi vengono quindi posti nell'Antinferno, una sorta di "non luogo" che li connota in maniera più negativa degli stessi dannati, ai quali il poeta riconosce se non altro un "merito": l'aver fatto una scelta di campo, benché sia stata quella riprovevole della malvagità e della perdizione. 
Ciò spiega l'asprezza di Virgilio e la sdegnosa frase con cui liquida gli ignavi: di loro, che nessuna traccia hanno lasciato nel mondo per non essersi mai esposti con una presa di posizione netta tra bene e male, non vale neppure la pena parlare.
Il verso riprende Il Tesoretto di Brunetto Latini, maestro di Dante che sarà poi protagonista del Canto XV:
(versi 1773-78)
Nel linguaggio comune questo modo di dire viene usato con un tono di biasimo, rivolgendolo a quelle persone per le quali non vale nemmeno la pena di sprecare parole di condanna: si deve solo andare oltre, soprassedendo in silenzio.